# Кулиев, Клыч Мамедович
Клыч Маме́дович Кули́ев (14 апреля 1913, аул Первый Геокча, Мервский уезд, Закаспийская область, Туркестанский край, Российская империя — 1990) — советский туркменский государственный деятель, дипломат, писатель, историк. Народный писатель Туркменской ССР (1984), Чрезвычайный и полномочный посол.

## Биография
Член ВКП(б) с 1941 года. Окончил Туркменский педагогический институт (1948) и Академию общественных наук при ЦК КПСС (1952).
- В 1943—1948 годах — сотрудник консульства СССР в Горгане (Иран).
- В 1953—1956 годах — министр культуры Туркменской ССР.
- В 1956—1957 годах — представитель Туркменской ССР при Совете Министров СССР.
- В 1957—1960 годах — советник посольства СССР в Афганистане.
- С 3 августа 1960 по 21 сентября 1962 года — чрезвычайный и полномочный посол СССР в Тунисе.
- С 1963 года на научной работе в АН Туркменской ССР.

Член ЦК Компартии Туркменистана (1954—1958). Член-корреспондент АН Туркменской ССР (1954).

## Сочинения
К. М. Кулиев автор ряда исторических романов и научных работ. В их числе «Суровые дни» (1964), «Непокорный алжирец» (1968), «Чёрный караван» (1971), «Посол эмира» (1978).
Два произведения Кулиева — повесть «По ту сторону Капет-Дага» и рассказ «Соперники» — вышли по-русски в переводе Юрия Олеши.
По мотивам романа «Махтумкули» сняты два фильма: «Махтумкули» (1968) и «Фраги — разлучённый со счастьем» (1984).